# Шарлотта Георгіна Мекленбург-Штреліцька
Шарлотта Георгіна Луїза Фредеріка Мекленбург-Штреліцька (нім. Charlotte Georgine Luise Friederike zu Mecklenburg-Strelitz, нім. Charlotte Luise Friederike Amalie Alexandrine von Sachsen-Hildburghausen; 17 листопада 1769 — 14 травня 1818) — принцеса Мекленбург-Штреліцька, донька великого герцога Мекленбург-Штреліцького Карла II та принцеси Фредеріки Гессен-Дармштадтської, дружина герцога Саксен-Гільдбурггаузену Фрідріха.

## Біографія
Шарлотта Георгіна народилась 17 листопада 1769 року в Ганновері. Вона була первістком у родині Карла Мекленбурзького, який носив титул принца Міроу, та його першої дружини Фредеріки. Згодом в родині з'явилося ще дев'ятеро дітей.
Батько, з раннього віку перебуваючи на ганноверській службі, після повернення з Семирічної війни очолював військове відомство. Його сестра була дружиною короля Британії і курфюрста Ганновера Георга III. 1776 року, коли Шарлотті було сім років, король призначив Карла на посаду ганноверського генерал-губернатора. Фактично, в руках батька опинилися всі повноваження, що мав офіційний правитель.
Мати померла від ускладнень при пологах у досить молодому віці. Карл за два роки одружився з її рідною сестрою Вільгельміною, що зайнялася вихованням небожів разом із вчителькою Магдаленою фон Фольцоґен, представницею давнього шляхетного роду.

У 15-річному віці Шарлотта стала дружиною 22-річного герцога Саксен-Хільдбурґхаузену Фрідріха. Регентом його країни був двоюрідний прадід, що мав на Фрідріха великий вплив і, власне, став посередником у заключенні цього союзу. Весілля зіграли 3 вересня 1785 у Гільдбурггаузені. У шлюбі народила 12 дітей. 1787 року чоловік, після смерті прадіда, отримав усю повноту влади.

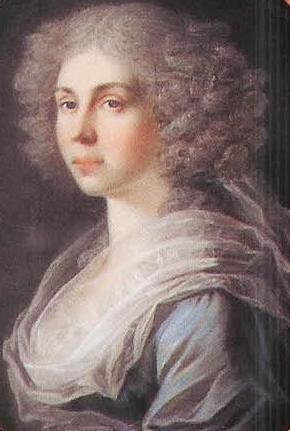
Шарлотта у віці приблизно 20 років

Батько ж, після смерті другої дружини переїхавши у Дармштадт, часто навідував Шарлотту з її братами Георгом та Карлом. Отримавши посаду президента імперської кредитної комісії, у 1787 році він зовсім осів у Гільдбурггаузені. 1792 року туди ж, подалі від наступаючої французької армії, перебралася і бабуся Марія Луїза із двома сестрами герцогині: Фредерікою та Луїзою. Воз'єднана родина провела разом кілька безтурботних тижнів. У 1793 бабуся із онуками виїхали до Франкфурту-на-Майні, де відбувся їхній вихід у світ і «випадкова» зустріч із королем Пруссії Фрідріхом-Вільгельмом II. Невдовзі після цього сестри Шарлотти стали дружинами пруських принців. Батько, після смерті бездітного брата, у червні 1794 року став правлячим герцогом Мекленбург-Штреліцу.
Особисте життя самої Шарлотти не було щасливим. Не зважаючи на те, що чоловік був розумною, добродушною та патріархально привітною людиною і популярним серед народу правителем, їхній шлюб не був гармонійним. Герцогиня була інтелектуально розвиненішою за чоловіка, і він залишався для неї духовно далеким. Зрозумівши це, Фрідріх швидко збайдужів до дружини та ставився до неї прохолодно. Бабуся Шарлотти, перебуваючи у Гільдбурггаузені так сказала про нього: «…з усіх своїх обов'язків вправно виконує лише подружній. Шарлотта, яка ніколи його не кохала, постійно вагітна».
Труднощі переслідували родину і в матеріальному плані. До 1806 року країна перебувала під фінансовим контролем імперської адміністрації, що був введений через марнотратну політику попередників Фрідріха. Самому герцогу та його дружині виділялося скорочене річне утримання. Лише після їх відвідин у 1803 та 1805 роках пруським королівським подружжям, вдалося отримати дозвіл від контролюючої адміністрації на оновлення інтер'єрів Хільдбурґхаузенського палацу.
Не зважаючи на важке матеріальне становище, Шарлотта половину свого річного прибутку віддавала на допомогу бідним, потреби виховання та навчання і виплату пенсій.
Герцогиня сама захоплювалась літературою і піклувалася про розвиток духовного життя у своїй резиденції. При Шарлотті двір перетворився на маленький Веймар, про що досі нагадує девіз міста: «Маленький классік». Вона пом'якшила правила етикета і запросила до Хільдбурґхаузену музикантів, художників та поетів. Серед них із травня 1799 року був і письменник Жан Поль, який, не маючи дворянських коренів, отримав посаду легатського радника.
Багато сучасників захоплювалося її вокальними даними, за що вона навіть отримала прізвисько «Співаюча Лотта». Ще в Ганновері Шарлотта брала уроки вокала у італійця Джуліані, а пізніше — особисто брала участь у концертах при дворі та церковних святах. Під час Страсного тижня герцогиня регулярно виконувала у міській церкві «Смерть Іісуса» Грауна. Відвідати церкву міг будь-який городянин. Все це сприяло славі Шарлотти як однієї з найвизначніших співачок свого часу.

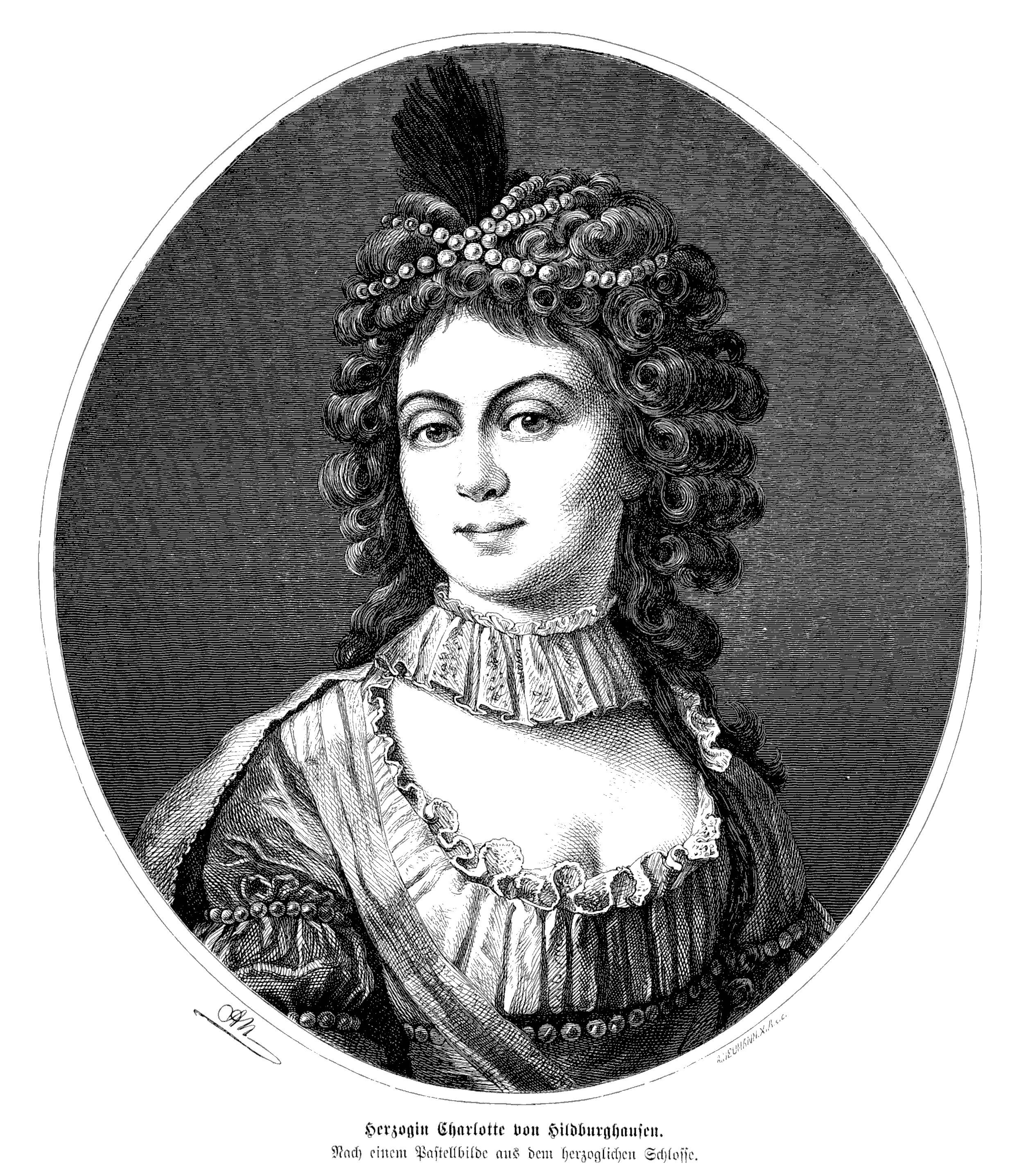
Портрет Адольфа Ноймана

Разом із своїми трьома сестрами, Шарлотта вважалася однією з найкрасивіших жінок свого часу. Жан Поль присвятив свій роман «Титан» «Чотирьом прекрасним та благородним сестрам на троні». Власне герцогиню, він змальовував як жінку з прекрасними дитячими очима, обличчям, сповненим кохання, молодості та чарівності, голосом, як у соловейка, та материнським серцем.
9 жовтня 1806 року Шарлотта із Терезою були присутніми у штаб-квартирі короля Фрідріха-Вільгельма III, коли той оголосив війну Наполеону. Цій події певною мірою посприяла їхня сестра Луїза. Натомість, Саксен-Хільдбурґхаузен 15 грудня 1806 року увійшов до Рейнського союзу, конфедерації під протекторатом Бонапарта.
Луїза раптово померла у червні 1810 року від запалення легень. Герцогиня після цього доручила звести пам'ятник на честь сестри у міському парку, що й було виконано 1815 року. І з родиною Луїзи та Фредерікою у Шарлотти все життя залишалися теплі, приязні стосунки.
Після поразки Наполеона, на Віденському конгресі, був створений Німецький союз, куди увійшов і Саксен-Хільдбурґхаузен. Нова обстановка сприяла покращенню фінансової ситуації країни. Батько Шарлотти після конгресу отримав підвищення титулу і від 28 червня 1815 року став великим герцогом Мекленбург-Штреліцьким. Проте, наступного року, після подорожі та відвідин Хільдбурґхаузену, Карл захворів на запалення легень і помер від приступа апоплексії.
Шарлотта пережила його на півтора року. 14 травня 1818 року вона пішла з життя після тривалої хвороби. Перед смертю вона простила та благословила своїх дітей. Герцогиня заповіла поховати її на новому міському цвинтарі Бакштайнфельд. Тимчасово її тіло було поміщене у церкві замку. 1819 року її поховали на Бакштайнфельді. Остаточно гробниця, розроблена придворним теслею Гаймом, була завершена 1824 року. Напис зроблений Фрідріхом Карлом Людвигом Зіклером. Мавзолей має висоту 4 метри і діаметр — 12. Коли церква замку була перетворена на зал засідань, тіла всіх членів родини були перенесені до гробниці Шарлотти.
1826 року Саксен-Гільдбурггаузенське герцогство перестало існувати. Його території відійшли сусідньому Саксен-Майнінгенському герцогству. Натомість, Фрідріх став правителем відтвореного Саксен-Альтенбурзького герцогства і переїхав до Альтенбургу. Із 1830 року він став долучати до правління старшого сина Йозефа.

## Родина

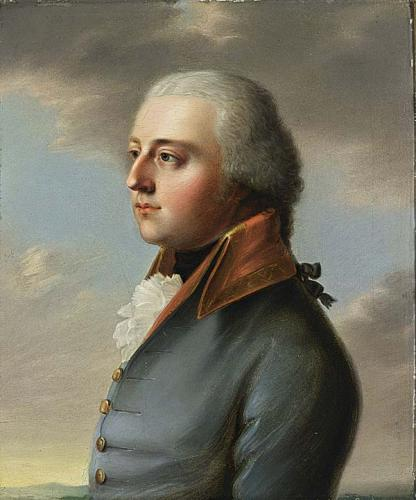
Фрідріх Саксен-Гільдбурггаузенський

Чоловік — Фрідріх, герцог Саксен-Альтенбурзький
Діти:
- Йозеф Георг Карл (12 червня—30 липня 1786) — помер немовлям;
- Катаріна Шарлотта (1787—1847) — дружина герцога Вюртемберзького Пауля, мала п'ятеро дітей;
- Августа (29 липня 1787) — померла після народження;
- Йозеф Георг Фрідріх (1789—1868) — герцог Саксен-Альтенбурзький, був одружений з Амалією Вюртемберзькою, мав шістьох доньок;
- Фредеріка (18 січня—25 березня 1791) — померла немовлям;
- Тереза (1792—1854) — дружина короля Баварії Людвіга I, мала дев'ятеро дітей;
- Шарлотта Луїза (1794—1825) — дружина герцога Нассау Вільгельма, мала восьмеро дітей;
- Франц Фрідріх (1795—1800) —помер у дитячому віці;
- Георг (1796—1853) — став герцогом Саксен-Альтенбурзьким після зречення брата Йозефа, був одружений з Марією Мекленбург-Шверінською, мав трьох синів;
- Фрідріх (1801—1870) — був заручений із леді Марією Тальбо, проте шлюб не відбувся. Помер бездітним та неодруженим.
- Максиміліан (19 лютого—29 березня 1803) — помер немовлям;
- Едуард (1804—1852) — генерал-лейтенант баварської армії, був двічі одружений, мав шестеро дітей.